# Утаґава Садахіде
Утаґава Садахіде (*歌川貞秀, 1807  —1878/1879) — японський художник періоду Едо. Відомий також як Ґоунтей Садахіде.

## Життєпис
Народився у 1807 році в провінції Сімоса. Отримав ім'я Хасімото Кендзіро. Замолоду виявив хист до малювання. У 1820-х роках був учнем відомого художника Утаґава Кунісади. Також на роботи Садахіде вплинула творчість Утаґава Кунійосі. після завершення навчання в школі Утаґава взяв прізвище свого вчителя. Згодом став використовувати прізвище Ґоунтей в якості мистецького псевдониму.
Спочатку був ілюстратором книг. Перша відома праця відноситься до 1824 року — ілюстрація книги «Місаоґата цуґе-но оґусі». До 1850 року виробив свій несхожий на інших стиль, уславившись як майстер в жанрі йокогама-е (зображення представників різних національностей, їх звичаїв і традицій, західних міст, екзотичних для Японії тварин, технічних нововведень).
Протягом 1860-х років мешкав Японією, тривалий час перебував в Йокагамі. У 1866 році перебирається до нагасаки. Творчість Утаґава Садахіде було високо оцінено, і в 1867 році спільно з іншими художниками представляв Японію на Всесвітній виставці в Парижі. За картину присуджено Орден Почесного легіону. У 1868 році його визнано одним з кращих художників жанру укійо-е.
Напочатку 1870-х років перебрався до Едо. відомо, що у 1875 році мешкав в районі Фукаґава в Едо. Помер у 1878 або 1879 році.

## Творчість
Садахіде використовував в своїх роботах прийом виду «з висоти пташиного польоту», не характерного для мистецтва укійо-е. Він об'єднував декілька аркушів в триптихи, створюючи тим самим широкі панорами міст, військ тощо. До таких розробок відноситься серія Садахіде «Відомі пам'ятки Східної столиці».
Спочатку робив ілюстрації до сучасних йому романів. Загалом в доробку художника ілюстрації до 230 книг. Більшість його ранніх робіт були портретами красунь (бідзінга). У 1830-х і 1840-х роках він розширив свою тематику, малюючи пейзажи та працюючи у жанрі муся-е (зображення самураїв, відомих битв). Зазвичай останні створював у форматі обан (25х35 см). Цікавини є зображення тварин (реальних та фантастичних, зокрема драконів).
У 1850 року випустив альбом ілюстрацій у 4 томи «Нові зарубіжні історії» про Першу опіумну війну в Цінському Китаї, а в 1855 році — «Північна Японія» (з 4 томів). Також в цей час випустив альбом «Айни в Едзо» та гравюру «Іноземці переглядають відомі місця в Едо» (1854 рік).
За нідерландськими зразками створював гравюри мап світу, Японії, Едзо, Йокагами. Відомим панорамними працями (ітірандзу). Найбільшим його твором стала дев'ятиповерхова панорама Йокогами завширшки у 2 м.
У 1862—1866 роках випустив 5-томний путівник Йокагамою «Речі, які бачили і чули у відкритому порт Йокогама». Автор детально описує звички харчування та технології іноземних жителів Йокогами, і припускає, що японці зможуть навчитися на Заході.
У 1871 році створив останню значущу гарвюру — «Йокагама йокуран но сінкей». Її створено у форматі татамі.